# Andreas Albrecht
Andreas Albrecht (Norimberga, 1586 – Amburgo, 1628) è stato un matematico tedesco.
Matematico e ingegnere tedesco cui si deve l'invenzione di svariati strumenti, alcuni dei quali descritti nei suoi trattati di architettura e prospettiva: Instrument zur Architectur (Norimberga, 1622); Eygendliche Beschreibung (Norimberga, 1625); Duo Libri. Prior de Perspectiva ... Posterior de umbra ... (Norimberga, 1625).